# 栄永香織
栄永 香織（えいなが かおり、1970年9月10日 - ）は、テレビ金沢に所属した女性の元アナウンサー。熊本県出身。
明治大学文学部考古学専攻卒業後、1994年に入社。

## 過去の主な出演番組
- 2時間ワイドじゃんけんぽんのニュースプラス1（ニュースリポーター）
- いしかわ大百科